# Familie Feuerstein/Episodenliste
Diese Episodenliste enthält alle Episoden der US-amerikanischen Zeichentrickserie Familie Feuerstein, sortiert nach der US-amerikanischen Erstausstrahlung. Zwischen 1960 und 1966 entstanden in sechs Staffeln insgesamt 166 Episoden mit einer Länge von jeweils knapp 25 Minuten.

## Staffel 1
| Nr. (ges.) | Nr. (St.) | Deutscher Titel            | Originaltitel                     | Erstausstrahlung USA | Regie                         | Drehbuch                       |
| --- | --------- | -------------------------- | --------------------------------- | -------------------- | ----------------------------- | ------------------------------ |
| 1 | 1         | Flugversuch                | The Flintstone Flyer              | 30. Sep. 1960        | William Hanna, Joseph Barbera | Michael Maltese                |
| Barney hat ein Fluggerät erfunden. Fred probiert es aus und macht gleich eine Bruchlandung. Aber die lädierten Knochen hindern Fred nicht, mit Barney zum Bowling zu gehen. Er hat nur vergessen, dass er eigentlich mit Wilma in die Oper wollte.                                                                                |           |                            |                                   |                      |                               |                                |
| 2 | 2         | Fröhliche Musikanten       | Hot Lips Hannigan                 | 7. Okt. 1960         | William Hanna, Joseph Barbera | Warren Foster                  |
| Fred versucht sich als Zauberkünstler. Er zaubert Betty und Wilma weg. Für ihn und Barney bietet sich eine einmalige Gelegenheit. Sie können endlich mal so richtig auf den Putz hauen. Sie besuchen einen Nachtclub, wo ein alter Freund auftritt. Bis ihre Ehefrauen in Verkleidung auftauchen.                                 |           |                            |                                   |                      |                               |                                |
| 3 | 3         | Swimming Pool              | The Swimming Pool                 | 14. Okt. 1960        | William Hanna, Joseph Barbera | Warren Foster                  |
| Barney und Fred haben sich verkracht. Auch der gemeinsame Bau eines Swimmingpools kann die beiden nur kurzfristig versöhnen. Zum Glück gibt es ja noch Wilma und Betty. |           |                            |                                   |                      |                               |                                |
| 4 | 4         | Der undankbare Nachbar     | No Help Wanted                    | 21. Okt. 1960        | William Hanna, Joseph Barbera | Warren Foster                  |
| Fred Feuerstein ist stolz: Er hat bei Barney Geröllheimers Boss gewaltig auf den Bürotisch gehauen. Damit hat er für seinen Freund eine Gehaltszulage herausgeschlagen. Zumindest glaubt er das. Das prompte Resultat ist aber: Barney wird entlassen. Fred hat ein schlechtes Gewissen.                                          |           |                            |                                   |                      |                               |                                |
| 5 | 5         | Geliebter Frederick        | The Split Personality             | 28. Okt. 1960        | William Hanna, Joseph Barbera | Warren Foster                  |
| Fred Feuerstein trinkt versehentlich eine Flasche Autopolitur leer. Zu allem Überfluss knallt ihm auch noch die leere Flasche gegen den Kopf. Ergebnis: Totale Persönlichkeitsveränderung. |           |                            |                                   |                      |                               |                                |
| 6 | 6         | Filmaufnahme               | The Monster From The Tar Pits     | 4. Nov. 1960         | William Hanna, Joseph Barbera | Warren Foster                  |
| Hollywald dreht in Steintal einen Horrorfilm. Wilma und Betty sind scharf auf eine Statistenrolle. Während sie beide leer ausgehen, wird Fred als Filmstar entdeckt. |           |                            |                                   |                      |                               |                                |
| 7 | 7         | Die Babysitter             | The Babysitters                   | 11. Nov. 1960        | William Hanna, Joseph Barbera | Warren Foster                  |
| Fred Feuerstein und Barney Geröllheimer sind begeistert: Sie haben Karten für ein Kampfsportereignis ersten Ranges. Doch die beiden sind von ihren Ehefrauen anderweitig verplant. Sie soll als Babysitter eine gute Figur machen. Ein lokaler Stromausfall hilft den Kampf dennoch zu schauen.                                   |           |                            |                                   |                      |                               |                                |
| 8 | 8         | Das Dinosaurier-Rennen     | At The Races                      | 18. Nov. 1960        | William Hanna, Joseph Barbera | Sydney Zelinka                 |
| Fred und Barney wollen ein Billardlokal kaufen. Leider fehlt ihnen das notwendige Geld. Barney hat eine zündende Idee: Beim Dinosaurierrennen ist das Geld doch leicht verdient. |           |                            |                                   |                      |                               |                                |
| 9 | 9         | Der Verlobungsring         | The Engagement Ring               | 25. Nov. 1960        | William Hanna, Joseph Barbera | Warren Foster                  |
| Barney ist stolz: Er hat für Betty den Verlobungsring gekauft, den sie sich schon lange gewünscht hat. Dummerweise findet Wilma den Ring und glaubt, er wäre für sie bestimmt. Fred versucht Geld für einen zweiten Ring aufzutreiben.                                                                                            |           |                            |                                   |                      |                               |                                |
| 10 | 10        | Fred geht nach Hollyschutt | Hollyrock, Here I Come            | 2. Dez. 1960         | Bryan Spicer                  | Warren Foster                  |
| Wilma und Betty sind begeistert: Sie haben in einem Preisausschreiben eine Reise nach Hollyschutt gewonnen. Wilma wird entdeckt und erhält die Hauptrolle in einem ergreifenden TV-Melodram. |           |                            |                                   |                      |                               |                                |
| 11 | 11        | Der Golf-Champ             | The Golf Champion                 | 9. Dez. 1960         | William Hanna, Joseph Barbera | Sydney Zelinka                 |
| Der Club der Dinosaurierfreunde veranstaltet ein Golfturnier. Nach hartem Kampf gewinnt Fred Feuerstein das Finale. Barney Geröllheimer ist der neue Präsident des Clubs. Bei der Siegerehrung weigert er sich, seinem langjährigen Freund die Siegestrophäe auszuhändigen. Wilma und Betty können beide schließlich versöhnen.   |           |                            |                                   |                      |                               |                                |
| 12 | 12        | Das Lotterielos            | The Sweepstakes Ticket            | 16. Dez. 1960        | William Hanna, Joseph Barbera | Warren Foster                  |
| Fred Feuerstein und Barney Geröllheimer sind überglücklich: Sie haben gemeinsam das allerletzte Los der Jahreslotterie erstanden. Da die Losnummer Barneys Glückzahl ist, sind die Freunde davon überzeugt, dass ihnen der Hauptgewinn winken wird.                                                                               |           |                            |                                   |                      |                               |                                |
| 13 | 13        | Die Umsteiger              | The Drive-in                      | 23. Dez. 1960        | William Hanna, Joseph Barbera | Warren Foster                  |
| Fred Feuerstein liebt das gute Essen. Er kommt auf die Idee, heimlich ins Gastronomiegewerbe einzusteigen. Mit seinem Freund Barney Geröllheimer übernimmt er ein angeblich gutgehendes Imbissrestaurant. |           |                            |                                   |                      |                               |                                |
| 14 | 14        | Selbst ist die Frau        | The Prowler                       | 30. Dez. 1960        | William Hanna, Joseph Barbera | Mark Rosenbloom, Mel Blanc     |
| Um gegen Einbrecher gewappnet zu sein, nehmen Betty und Wilma Judo-Unterricht. Fred ist dagegen. Er will den Frauen einen Streich spielen und gerät dabei selbst in Gefahr. |           |                            |                                   |                      |                               |                                |
| 15 | 15        | Superstar Fred             | The Girls Night Out               | 6. Jan. 1961         | William Hanna, Joseph Barbera | Warren Foster                  |
| Fred und Barney haben einen Plan: Sie wollen ihren Frauen das zweifelhafte Vergnügen eines gemeinsamen Rummelplatzbesuches bieten. Die Krönung des Abends soll die Aufnahme von Freds Stimme auf Schallplatte sein. Fred wird unversehens Rockstar. Betty und Wilma sind nicht begeistert.                                        |           |                            |                                   |                      |                               |                                |
| 16 | 16        | Ein brandheißer Einfall    | Arthur Quarry’s Dance Class       | 13. Jan. 1961        | William Hanna, Joseph Barbera | Warren Foster                  |
| Der Wohltätigkeitsball steht an. Um sich nicht zu blamieren, wollen Fred Feuerstein und Barney Geröllheimer heimlich Tanzstunden nehmen. Damit ihre Frauen nichts ahnen, treten sie in die Freiwillige Feuerwehr ein und müssen viele angebliche Brände löschen.                                                                  |           |                            |                                   |                      |                               |                                |
| 17 | 17        | Der Bankraub               | The Big Bank Robbery              | 20. Jan. 1961        | William Hanna, Joseph Barbera | Arthur Phillips                |
| Fred Feuerstein liegt in der Hängematte seines Nachbarn Barney. Plötzlich fällt ihm ein prallgefüllter Geldsack auf den Kopf. Er glaubt, ein Traum sei in Erfüllung gegangen. Doch das Geld stammt von einem Bankraub. |           |                            |                                   |                      |                               |                                |
| 18 | 18        | Ein Saurier im Haus        | The Snorkasaurus Hunter           | 27. Jan. 1961        | William Hanna, Joseph Barbera | Warren Foster, Michael Maltese |
| Fred Feuerstein will im Urlaub das Nützliche mit dem Angenehmen verbinden: Er macht Jagd auf einen Grunzo-Saurier, um die heimischen Vorratskammern zu füllen. Doch so leicht ist das nicht. |           |                            |                                   |                      |                               |                                |
| 19 | 19        | Das Steinweg-Klavier       | The Hot Piano                     | 3. Feb. 1961         | William Hanna, Joseph Barbera | Michael Maltese                |
| Bald ist Hochzeitstag. Wilma Feuerstein soll ein original Steinweg-Klavier bekommen. Da Ehemann Fred dafür nur 50 Dollar berappen will, lässt er sich auf ein krummes Geschäft ein. |           |                            |                                   |                      |                               |                                |
| 20 | 20        | Der Hypnotiseur            | The Hypnotist                     | 10. Feb. 1961        | William Hanna, Joseph Barbera | Warren Foster                  |
| Fred Feuerstein will es dem berühmten Hypnotiseur „Mesmo“ gleichtun. Ein missglückter Hypnotisierungsversuch macht aus seinem Freund Barney Geröllheimer einen Hund. Doch Fred kann es nicht mehr rückgängig machen. |           |                            |                                   |                      |                               |                                |
| 21 | 21        | Der Nebenbuhler            | Love Letters On The Rocks         | 17. Feb. 1961        | William Hanna, Joseph Barbera | Arthur Phillips                |
| Fred Feuerstein findet Liebesbriefe, die an Wilma gerichtet sind. Er wird rasend eifersüchtig. Deswegen beauftragt er einen Privatdetektiv, der den Nebenbuhler stellen soll. |           |                            |                                   |                      |                               |                                |
| 22 | 22        | Der Doppelgänger           | The Tycoon                        | 24. Feb. 1961        | William Hanna, Joseph Barbera | Warren Foster                  |
| Über Nacht verschwindet der gestresste Finanzboss J.L. Knetenstein. Damit das Finanzimperium nicht zusammenbricht, soll Doppelgänger Fred Feuerstein als Strohmann fungieren. |           |                            |                                   |                      |                               |                                |
| 23 | 23        | Die Astro-Nieten           | The Astra’ Nuts                   | 4. März 1961         | William Hanna, Joseph Barbera | Warren Foster                  |
| Fred muss seinen Gesundheitszustand überprüfen lassen. Leider hat Ehefrau Wilma die Hausnummer verdreht, und so landet Fred mit Freund Barney Geröllheimer ahnungslos auf der Armeemusterungsstelle. Resultat: Die Steinzeit-Armee hat zwei neue Rekruten.                                                                        |           |                            |                                   |                      |                               |                                |
| 24 | 24        | Das lange Wochenende       | The Long, Long Weekend            | 10. März 1961        | William Hanna, Joseph Barbera | Warren Foster                  |
| Fred ist begeistert: Ein Freund lädt ihn und seine Frau Wilma zu einem kostenlosen Wochenende in einem Hotel ein. Überrascht stellt er fest, dass auch das Ehepaar Geröllheimer dort ist. Der Freund will sie jedoch zu Arbeiten im Hotel ausnutzen, denn das gesamte Hotelpersonal hat gekündigt.                                |           |                            |                                   |                      |                               |                                |
| 25 | 25        | Die Tortenschlacht         | In The Dough                      | 17. März 1961        | William Hanna, Joseph Barbera | Arthur Phillips                |
| Wilma Feuerstein und Betty Geröllheimer haben einen Plan: Sie wollen verreisen, und an einem großen Torten-Backwettbewerb teilnehmen. Als erster Preis winken 10.000 Dollar in bar. Die Reise fällt jedoch ins Wasser, weil die Freundinnen von Masern befallen werden. Fred und Barney wollen verkleidet statt ihrer teilnehmen. |           |                            |                                   |                      |                               |                                |
| 26 | 26        | Gut Stein                  | The Good Scout                    | 24. März 1961        | William Hanna, Joseph Barbera | Warren Foster                  |
| Barney Geröllheimer soll den Anführer der Säbelzahntiger-Pfadfinder vertreten. Fred Feuerstein glaubt aber, dieser Aufgabe besser gewachsen zu sein. Der Zeltausflug wird lebensgefährlich. An einem Baum über einem Wasserfall hängend warten sie auf Rettung.                                                                   |           |                            |                                   |                      |                               |                                |
| 27 | 27        | Musikalische Untermieter   | Rooms For Rent                    | 31. März 1961        | William Hanna, Joseph Barbera | Warren Foster                  |
| Wilma und Betty beschließen, zahlende Untermieter aufzunehmen. So wollen sie die Löcher in der Haushaltskasse stopfen. Die Ehemänner Fred und Barney haben zufällig den gleichen Einfall. Als sie nach Hause kommen, wohnt in beiden Häusern je ein Untermieter.                                                                  |           |                            |                                   |                      |                               |                                |
| 28 | 28        | Vorher – Nachher           | Fred Flintstone: Before And After | 7. Apr. 1961         | William Hanna, Joseph Barbera | Warren Foster                  |
| Das Felsentaler Werbefernsehen macht Fred Feuerstein einen Vorschlag: Wenn es ihm gelingt, in vier Wochen 25 Pfund abzuspecken, erhält er als Prämie 1.000 Dollar. Die Hungerkur wird zu einem zerfleischenden Kampf. In seinem Innern bekriegen sich zwei übermenschliche Kräfte, die Geldsucht und die Fresssucht.              |           |                            |                                   |                      |                               |                                |

## Staffel 2
| Nr. (ges.) | Nr. (St.) | Deutscher Titel                     | Originaltitel                | Erstausstrahlung USA | Regie                         | Drehbuch                                 |
| --- | --------- | ----------------------------------- | ---------------------------- | -------------------- | ----------------------------- | ---------------------------------------- |
| 29 | 1         | Die Songschreiber                   | The Hit Song Writers         | 15. Sep. 1961        | Bryan Spicer                  | Jack Raymond                             |
| Barney Geröllheimer ist begeistert: Er entdeckt plötzlich eine poetische Ader in sich. Er wird von Fred überredet, sich als Liedermacher zu versuchen, denn ein Erfolgssong bringt bekanntlich Millionen. Nach getaner Arbeit wenden sie sich an einen Komponier-Profi, der den Text vertonen soll.      |           |                                     |                              |                      |                               |                                          |
| 30 | 2         | Auf nach Wildwest                   | Droop Along Flintstone       | 22. Sep. 1961        | William Hanna, Joseph Barbera | Warren Foster                            |
| Fred und Barney im Wilden Westen. Sie sollen die Ranch von Freds reichem Vetter Präriestein bewachen. Was sie dort erwartet, sind filmreife Abenteuer mit Cowboys und Indianern. |           |                                     |                              |                      |                               |                                          |
| 31 | 3         | Wo ist Bus Nummer 9 ?               | The Missing Bus              | 29. Sep. 1961        | William Hanna, Joseph Barbera | Larry Markes                             |
| Wegen mangelnder Anerkennung kündigt Fred Feuerstein im Steinbruch und sucht sich einen neuen Job. Jetzt ist er Fahrer bei einem Kinder-Abholservice. Doch dafür scheinen selbst Freds Nerven zu dünn zu sein.                                                                                           |           |                                     |                              |                      |                               |                                          |
| 32 | 4         | Wo ist Agathe Backstein ?           | Alvin Brickrock Presents     | 6. Okt. 1961         | William Hanna, Joseph Barbera | Larry Markes                             |
| Fred Feuerstein vermutet hinter seinem neuen Nachbarn Alvin Backstein einen seit langem gesuchten Ehefrauenkiller. Grund dafür ist der ständige Ehekrieg im Hause Backstein und ein von Mr. Backstein ausgeliehener Spaten.                                                                              |           |                                     |                              |                      |                               |                                          |
| 33 | 5         | Ein schlechter Scherz               | Fred Flintstone Woos Again   | 13. Okt. 1961        | William Hanna, Joseph Barbera | Jack Raymond                             |
| Fred benimmt sich wie ein Pascha. Damit bringt er seine Ehe in Gefahr. Deswegen wollen die Feuersteins eine zweite Hochzeitsreise an den Ort machen, wo sie ihre Flitterwochen verbracht haben. |           |                                     |                              |                      |                               |                                          |
| 34 | 6         | Filmstarfieber                      | The Rock Quarry Story        | 20. Okt. 1961        | William Hanna, Joseph Barbera | Warren Foster                            |
| Rock Quarry ist der Lieblingsschauspieler von Betty und Wilma. Er soll ins Neandertal-Kino kommen, um eine Autogrammstunde zu geben. Die Frauen beschließen, ihren Männern das Abendessen hinzustellen und dann ins Kino zu fahren.                                                                      |           |                                     |                              |                      |                               |                                          |
| 35 | 7         | Das Detektivbüro                    | The Soft Touchables          | 27. Okt. 1961        | William Hanna, Joseph Barbera | Sydney Zelinka, Arthur Phillips          |
| Fred und Barney haben ein Detektivbüro aufgemacht. Eine Zeitlang will es mit ihrem Nebenberuf nicht so recht klappen. Dann taucht eine verführerische Blondine bei ihnen auf. Dagmar behauptet, sie repräsentiere die Dritte Nationalbank und bestellt sie für den nächsten Tag zum Bankpräsidenten.     |           |                                     |                              |                      |                               |                                          |
| 36 | 8         | Fred, der Aufsteiger                | Flintstone Of Prinstone      | 3. Nov. 1961         | William Hanna, Joseph Barbera | Larry Markes                             |
| Fred will nach oben und sich in einem Abendlehrgang zum Diplomvolkswirt ausbilden lassen. Gleichzeitig möchte sein Chef einen Profi-Footballspieler aus ihm machen. Und da ist natürlich noch der Job in der Kiesgrube. Alles ein bißchen viel.                                                          |           |                                     |                              |                      |                               |                                          |
| 37 | 9         | Der Pokergewinn                     | The Little White Lie         | 10. Nov. 1961        | William Hanna, Joseph Barbera | Herbert Finn                             |
| Fred hat beim Pokern viel Geld gewonnen. Das möchte er seiner Frau verheimlichen. Deswegen erfindet er eine Notlüge nach der anderen. |           |                                     |                              |                      |                               |                                          |
| 38 | 10        | Standesgemäß                        | Social Climbers              | 17. Nov. 1961        | William Hanna, Joseph Barbera | Warren Foster                            |
| Eine Schulfreundin von Wilma und Betty gibt ziemlich an, weil sie reich geheiratet hat. Deswegen wollen die beiden auf einem Empfang mit ihren Ehemännern glänzen. |           |                                     |                              |                      |                               |                                          |
| 39 | 11        | Wer die Wahl hat                    | The Beauty Contest           | 1. Dez. 1961         | William Hanna, Joseph Barbera | Warren Foster                            |
| Fred und Barney dürfen Preisrichter bei einem Schönheitswettbewerb sein. Sowohl die Tochter von Freds Boss als auch die Gangsterbraut Bessy wollen unbedingt die Nummer 1 werden. Das birgt Zündstoff !                                                                                                  |           |                                     |                              |                      |                               |                                          |
| 40 | 12        | Der Wohltätigkeitsball              | The Masquerade Ball          | 8. Dez. 1961         | William Hanna, Joseph Barbera | Jack Raymond                             |
| Fred hat einen Plan: Er möchte sich auf einem großen Maskenball bei seinem Boss einschmeicheln. Leider vermutet er ihn fälschlicherweise hinter einer Schildkrötenmaske. So schmiert er wieder einmal der falschen Person Honig um den Bart.                                                             |           |                                     |                              |                      |                               |                                          |
| 41 | 13        | Das Wasserbüffel-Picknick           | The Picnic                   | 15. Dez. 1961        | William Hanna, Joseph Barbera | Jack Raymond                             |
| Es ist wieder soweit: Das jährliche Sportfest des Wasserbüffel-Vereins findet statt. Das Feuerstein-Geröllheimer-Team hat noch nie gewonnen. Fred lässt daher Kumpel Barney im Stich und tut sich mit dem Vorjahressieger zusammen.                                                                      |           |                                     |                              |                      |                               |                                          |
| 42 | 14        | Logiergäste                         | The House Guest              | 22. Dez. 1961        | William Hanna, Joseph Barbera | Sydney Zelinka                           |
| Fred Feuerstein mutet sich wieder einmal zu viel zu. Er will einen läppischen Wasserrohrbruch bei den Geröllheimers reparieren. Das Resultat: Geröllheimers Haus steht im Nu unter Wasser. |           |                                     |                              |                      |                               |                                          |
| 43 | 15        | Falscher Alarm                      | The X-ray Story              | 29. Dez. 1961        | William Hanna, Joseph Barbera | Warren Foster                            |
| Fred Feuerstein ist gestresst: Er muss eine strapaziöse Therapie über sich ergehen lassen, als das Röntgenbild von Haussaurier Dino fälschlicherweise für sein eigenes gehalten wird. Fred muss sich 72 Stunden in Bewegung halten und darf dabei aber nichts von seiner angeblichen Krankheit erfahren. |           |                                     |                              |                      |                               |                                          |
| 44 | 16        | Freds geheime Leidenschaft          | The Gambler                  | 5. Jan. 1962         | William Hanna, Joseph Barbera | Warren Foster                            |
| Eine dunkle Seite von Fred Feuersteins Vorleben kommt ans Licht. Schon von Kindesbeinen an war er der Wettleidenschaft verfallen. Die Hochzeitsreise musste die arme Wilma mit ihm auf diversen Rennbahnen verbringen. Nun, nach einigen Jahren, gewinnt die Wettlust wieder die Oberhand.               |           |                                     |                              |                      |                               |                                          |
| 45 | 17        | Ein neuer Stern am Fernseh-Himmel   | A Star Is Almost Born        | 12. Jan. 1962        | William Hanna, Joseph Barbera | John Stephenson, Frank Nelson, Hal Smith |
| Fred Feuerstein ist aufgeregt: Er nimmt die Zukunft seiner fürs Fernsehen entdeckten Frau Wilma in seine zwei linke Hände. Bald hat Fred keinen Job mehr, Wilma verliert ihr Engagement, und Nachbar Barney geht Bankrott.                                                                               |           |                                     |                              |                      |                               |                                          |
| 46 | 18        | Kein Mann für gewisse Stunden       | The Entertainer              | 19. Jan. 1962        | William Hanna, Joseph Barbera | Arthur Phillips                          |
| Wilma Feuerstein ist zu ihrer kranken Mutter gereist. Strohwitwer Fred macht indessen allabendlich Überstunden. Vom zusätzlichen Lohn will er einige nützliche Haushaltsgeräte erstehen, um die heimgekehrte Wilma damit zu überraschen. Eines Abends storniert Freds Boß die Mehrarbeit.                |           |                                     |                              |                      |                               |                                          |
| 47 | 19        | Das vermasselte Geburtstagsgeschenk | Wilma’s Vanishing Money      | 26. Jan. 1962        | William Hanna, Joseph Barbera | Harvey Bullock                           |
| Fred Feuerstein findet in der Schlafzimmerkommode Geld. Prompt kauft er sich heimlich eine Bowlingkugel. Als er erfährt, dass seine Frau Wilma das Geld für seinen Geburtstag zurückgelegt hatte, will er den bösen Fehler rückgängig machen.                                                            |           |                                     |                              |                      |                               |                                          |
| 48 | 20        | Nachbarschaftsfehde                 | Feudin’ And Fussin’          | 2. Feb. 1962         | William Hanna, Joseph Barbera | Arthur Phillips                          |
| Es ist schrecklich: Aus einem harmlosen Streit zwischen Fred und Nachbar Barney wird eine echte Fehde. Als Barney von Fred eine Entschuldigung verlangt und Fred sich beharrlich weigert, kommt es zum Eklat.                                                                                            |           |                                     |                              |                      |                               |                                          |
| 49 | 21        | Zwei echte Spaßvögel                | Impractical Joker            | 9. Feb. 1962         | William Hanna, Joseph Barbera | Warren Foster                            |
| Barney Geröllheimer hat es endgültig satt: Ständig wird er von Busenfreund Fred Feuerstein auf den Arm genommen. Der heckt immerzu irgendwelche Scherze aus und legt ihn damit herein. Fred allerdings findet seine eigenen Späße urkomisch und könnte sich kaputtlachen.                                |           |                                     |                              |                      |                               |                                          |
| 50 | 22        | Operation „Todsicher“               | Operation Barney             | 16. Feb. 1962        | William Hanna, Joseph Barbera | Tony Benedict                            |
| Fred Feuerstein und Barney Geröllheimer beschließen, einen Tag blau zu machen: Sie wollen ein Baseball-Spiel sehen. Es gelingt Fred, seinem Boß eine Erkältung vorzutäuschen. |           |                                     |                              |                      |                               |                                          |
| 51 | 23        | Die überglückliche Hausfrau         | The Happy Household          | 23. Feb. 1962        | William Hanna, Joseph Barbera | Warren Foster                            |
| Wilma ist ihres Hausfrauendaseins überdrüssig. Sie sucht sich einen Nebenjob und wird der Star einer Fernsehsendung. Schwere Zeiten brechen an für Fred: Tiefkühlkost ohne Ende. |           |                                     |                              |                      |                               |                                          |
| 52 | 24        | Fred in der Klemme                  | Fred Strikes Out             | 2. März 1962         | William Hanna, Joseph Barbera | Joanna Lee                               |
| Fred und Wilma machen ein Psychospiel. Dabei muss Wilma erfahren, dass sie einen Nichtsnutz zum Ehemann hat. Um das Gegenteil zu beweisen, müsste Fred nun auf die bevorstehende Bowlingmeisterschaft verzichten.                                                                                        |           |                                     |                              |                      |                               |                                          |
| 53 | 25        | Nie wieder Lebensretter             | This Is Your Lifesaver       | 9. März 1962         | William Hanna, Joseph Barbera | Larry Markes                             |
| Ein Lebensmüder will von der Washingstein-Brücke springen. Fred wird zum wagemutigen Lebensretter. Aber mit dieser selbstlosen Tat hat Fred sich auch die Verantwortung für den Geretteten aufgehalst. Er nimmt den selbstmörderischen Mr. Gypsum in seinem Heim auf und sorgt für ihn.                  |           |                                     |                              |                      |                               |                                          |
| 54 | 26        | Der geplagte Schwiegersohn          | Trouble-in-law               | 16. März 1962        | William Hanna, Joseph Barbera | Joanna Lee                               |
| Die Schwiegermutter von Fred kommt zu Besuch. Wilmas Mutter reißt sofort das Kommando an sich, und eine Katastrophe bahnt sich an. Zum Glück lernt Fred den texanischen Ölmilliardär Melville J. Goldfels kennen, der Fred auf eine Idee bringt.                                                         |           |                                     |                              |                      |                               |                                          |
| 55 | 27        | Die Gehaltsaufbesserung             | The Mailman Cometh           | 23. März 1962        | William Hanna, Joseph Barbera | Arthur Phillips                          |
| Fred ist empört: Seine jährliche Gehaltsaufbesserung ist ausgeblieben. Er schickt einen bitterbösen Brief an seinen Chef. Dann muss Fred erfahren, dass es sich nur um einen Buchungsfehler handelte. Jetzt will er den Brief zurückholen.                                                               |           |                                     |                              |                      |                               |                                          |
| 56 | 28        | Willkommen in Stein-Vegas           | The Rock Vegas Story         | 30. März 1962        | William Hanna, Joseph Barbera | Warren Foster                            |
| Alle sind glücklich: Überraschend einstimmig haben sich die Feuersteins und Geröllheimers für das Urlaubsziel Stein-Vegas entschieden. Kaum angekommen, verspielt Fred die gesamte Urlaubskasse. |           |                                     |                              |                      |                               |                                          |
| 57 | 29        | Das Hausboot                        | Divided We Sail              | 6. Apr. 1962         | William Hanna, Joseph Barbera | Larry Markes                             |
| Fred erhält eine Einladung zu einem Fernsehquiz. Wegen Lampenfieber schickt Fred Barney vor. Der gewinnt prompt ein Zweifamilien-Hausboot. Damit ist der Streit zwischen den beiden Hobbykapitänen vorprogrammiert.                                                                                      |           |                                     |                              |                      |                               |                                          |
| 58 | 30        | Klarer Fall von Kleptomanie         | Kleptomaniac Caper           | 13. Apr. 1962        | William Hanna, Joseph Barbera | Joanna Lee                               |
| Das Frauenhilfe-Komitee, dem auch Wilma und Betty angehören, veranstaltet einen Wohltätigkeitsbazar. Deshalb wird zu Hause ausgemistet. Wilma findet eine Menge unnützes Zeug, das Fred seit Jahrzehnten aufbewahrt. Sie packt alles zusammen, ohne Fred etwas davon zu sagen.                           |           |                                     |                              |                      |                               |                                          |
| 59 | 31        | Mr. Casanova                        | Latin Lover                  | 20. Apr. 1962        | William Hanna, Joseph Barbera | Harvey Bullock                           |
| Betty Geröllheimer und Wilma Feuerstein haben einen neuen Schwarm: Es ist der italienische Schauspieler Roberto Rockalini. Und natürlich ist es unmöglich, Fred sein Brontosaurierfrikassee zuzubereiten, während im Fernsehen ein Film dieses schwarzgelockten Charmeurs läuft.                         |           |                                     |                              |                      |                               |                                          |
| 60 | 32        | Feuerstein bleibt hart              | Take Me Out To The Ball Game | 30. Apr. 1962        | William Hanna, Joseph Barbera | Larry Markes                             |
| Fred ist Schiedsrichter: Er erweist sich als unbestechlich, als er ein Baseballspiel pfeift. Leider ist in der Verlieremannschaft auch der Sohn seines Chefs. |           |                                     |                              |                      |                               |                                          |

## Staffel 3
| Nr. (ges.) | Nr. (St.) | Deutscher Titel                   | Originaltitel            | Erstausstrahlung USA | Regie                         | Drehbuch                   |
| --- | --------- | --------------------------------- | ------------------------ | -------------------- | ----------------------------- | -------------------------- |
| 61 | 1         | Dino wird Fernsehstar             | Dino Goes Hollyrock      | 14. Sep. 1962        | William Hanna, Joseph Barbera | Harvey Bullock             |
| Fred ist stolz: Er hat seinen Haussaurier Dino in einer Fernsehserie untergebracht. Aber schon bald vermisst Fred seinen Dino schrecklich. |           |                                   |                          |                      |                               |                            |
| 62 | 2         | Freds neuer Boss                  | Fred’s New Boss          | 21. Sep. 1962        | William Hanna, Joseph Barbera | Warren Foster              |
| Barney Geröllheimer ist in arger Bedrängnis: Er hat seinen Job verloren. Und seine ihm angetraute Betty verpulvert die letzten finanziellen Reserven für eine teure Modefrisur. Großspurig verspricht Fred, dafür zu sorgen, dass sein Kumpel in seiner Arbeitsstelle einen Job erhält.                                               |           |                                   |                          |                      |                               |                            |
| 63 | 3         | Freds Schluckaufkur               | Invisible Barney         | 28. Sep. 1962        | William Hanna, Joseph Barbera | Warren Foster              |
| Barney leidet an Dauerschluckauf. Sein Freund Fred braut ihm eine eigenartige Mixtur. Plötzlich ist Barney unsichtbar. |           |                                   |                          |                      |                               |                            |
| 64 | 4         | Freds neuer Bowling-Stil          | Bowling Ballet           | 5. Okt. 1962         | William Hanna, Joseph Barbera | Warren Foster              |
| Fred Feuerstein hat eine Pechsträhne: Nichts läuft mehr so, wie es früher einmal lief. Er ist irgendwie aus dem Rhythmus gekommen. Durch eine Fernsehsendung kommt er auf die Idee, Ballettstunden zu nehmen, um den alten Schwung wiederzugewinnen.                                                                                  |           |                                   |                          |                      |                               |                            |
| 65 | 5         | Fred lässt die Wände wackeln      | The Twitch               | 12. Okt. 1962        | William Hanna, Joseph Barbera | Joanna Lee                 |
| Wilma fehlt für eine Veranstaltung ihres Frauenclubs ein Star. Ihr Ehemann Fred behauptet großspurig, für 35 Dollar einen Weltstar aufzutreiben, was gründlich danebengeht. Aber gemeinsam mit seinem Freund Barney Geröllheimer gelingt es ihm, den Rock ‚n‘ Roll-Sänger Elvis Preßstein zu verpflichten.                            |           |                                   |                          |                      |                               |                            |
| 66 | 6         | Der Bandnudel-Fall                | Here’s Snow In Your Eyes | 19. Okt. 1962        | William Hanna, Joseph Barbera | Joanna Lee                 |
| Fred und Barney sind zu einer Tagung nach Stone Mountain gefahren. Ihre Frauen hören in den Nachrichten von einem Diamantenraub in dem Ort und folgen ihren Ehemännern. |           |                                   |                          |                      |                               |                            |
| 67 | 7         | Wer anderen einen Vogel schenkt … | The Buffalo Convention   | 26. Okt. 1962        | William Hanna, Joseph Barbera | Warren Foster              |
| Wilma Feuerstein hat Geburtstag. Fred möchte ihr diesmal keine Bowlingkugel schenken. Also will es das Glück, dass ihm ein sprechender Dodovogel angeboten wird. Voller Stolz trägt er diesen Vogel nach Hause. Wilma möchte den Vogel natürlich sprechen hören, was der dusselige Dodo aber nicht tut.                               |           |                                   |                          |                      |                               |                            |
| 68 | 8         | Wilmas Geheimnis                  | The Little Stranger      | 2. Nov. 1962         | William Hanna, Joseph Barbera | Herbert Finn               |
| Fred belauscht zufällig das Telefongespräch seiner Frau. Es ist darin von einem kleinen geheimnisvollen Fremdling die Rede, der bald kommen wird. Fred schließt daraus, dass Wilma ein Baby erwartet. Von Stund an umsorgt er sie, wie es sich für einen werdenden Vater gehört.                                                      |           |                                   |                          |                      |                               |                            |
| 69 | 9         | Stammhalter Barney                | Baby Barney              | 9. Nov. 1962         | William Hanna, Joseph Barbera | Warren Foster              |
| Fred läuft Gefahr, enterbt zu werden. Er hat seinem reichen Erbonkel vorgelogen, längst einen Stammhalter in die Welt gesetzt zu haben. Nun hat dieser seinen Besuch angekündigt. |           |                                   |                          |                      |                               |                            |
| 70 | 10        | Einmal Hawaii und zurück          | Hawaiian Escapade        | 16. Nov. 1962        | William Hanna, Joseph Barbera | Warren Foster              |
| Betty und Wilma haben für ihre Männer deren Lieblingsessen vorbereitet: Ein riesiges Brontosaurier-Steak. Durch eine Fernsehserie mit dem Superstar Larry Lava werden die beiden Hausfrauen abgelenkt. Und schon hat sich das saftige Steak in eine häßliche, schrumpelige Schuhsohle verwandelt.                                     |           |                                   |                          |                      |                               |                            |
| 71 | 11        | Damentag                          | Ladies Day               | 23. Nov. 1962        | William Hanna, Joseph Barbera | Harvey Bullock             |
| Es ist Damentag: Jeder Herr darf eine Dame umsonst ins Baseball-Stadion mitbringen. Barney nimmt seinen Freund Fred als Dame verkleidet mit. |           |                                   |                          |                      |                               |                            |
| 72 | 12        | Der fliegende Geröllheimer        | Nuttin’ But The Tooth    | 30. Nov. 1962        | William Hanna, Joseph Barbera | Tony Benedict              |
| Barney hat Zahnschmerzen. Gleichzeitig findet ein Meisterschaftskampf statt, den Fred gerne sehen möchte. Ihr Geld reicht aber nicht für einen Zahnarztbesuch und die Eintrittskarten. |           |                                   |                          |                      |                               |                            |
| 73 | 13        | Fred drückt die Schulbank         | High School Fred         | 7. Dez. 1962         | William Hanna, Joseph Barbera | Warren Foster              |
| Fred Feuerstein hat keinen ordentlichen Schulabschluss. Um seinen Job nicht zu verlieren, muss er noch einmal zwei Wochen zur Schule gehen. Dort wird er zum gefeierten Helden, weil er sämtliche Sportarten beherrscht. Zu guter Letzt gewinnt er für die Bedrock-Highschool sogar noch die Football-Meisterschaft.                  |           |                                   |                          |                      |                               |                            |
| 74 | 14        | Verschärfter Verdacht             | Dial S For Suspicion     | 14. Dez. 1962        | William Hanna, Joseph Barbera | Herbert Finn               |
| Jubel bei den Feuersteins: Fred wird in einem noblen Freizeitschuppen einen lukrativen Job übernehmen. Beflügelt vom finanziellen Aufstieg, hält Wilma die Zeit für gekommen, eine Lebensversicherung abzuschließen. Fred versteht den Wunsch seiner Gattin und unterschreibt die Police. Plötzlich kommt ihm ein schlimmer Verdacht. |           |                                   |                          |                      |                               |                            |
| 75 | 15        | Bitte recht freundlich            | Flash Gun Freddie        | 21. Dez. 1962        | William Hanna, Joseph Barbera | Jack Raymond               |
| Mit professionellen Sensationsfotos wollen Fred und Barny das große Geld machen. Dafür brauchen sie natürlich eine erstklassige und teure Ausrüstung. Aber Betty braucht auch eine neue Spülmaschine. |           |                                   |                          |                      |                               |                            |
| 76 | 16        | Bei Einbruch Kuss                 | The Kissing Burglar      | 4. Jan. 1963         | William Hanna, Joseph Barbera | Joanna Lee                 |
| Ein küssender Einbrecher treibt in Feuersteins Nachbarschaft sein Unwesen. Betty und Wilma haben nur einen Gesprächsstoff: Der Dieb, der Wertsachen mitgehen lässt, aber Rosen und Küsse am Tatort verteilt. Fred ärgert sich darüber und beschließt, seiner Wilma eine Lektion zu erteilen.                                          |           |                                   |                          |                      |                               |                            |
| 77 | 17        | Spaghetti Paletti                 | Wilma, The Maid          | 11. Jan. 1963        | William Hanna, Joseph Barbera | Harvey Bullock, R. Saffian |
| Weil seine Frau Wilma im Haushalt chronisch überlastet ist, engagiert Fred ein Hausmädchen. Gina Lola Backstein, so heißt die Kleine, geht den Feuersteins aber bald tierisch auf die Nerven. |           |                                   |                          |                      |                               |                            |
| 78 | 18        | Der Held                          | The Hero                 | 18. Jan. 1963        | William Hanna, Joseph Barbera | Herbert Finn               |
| Durch ein Missverständnis wird Fred Feuerstein der große Held vom Felsental. Er soll ein Baby gerettet haben. Aber eigentlich gebührt Barny der ganze Ruhm. |           |                                   |                          |                      |                               |                            |
| 79 | 19        | Freudige Überraschung             | The Surprise             | 25. Jan. 1963        | Bryan Spicer                  | Warren Foster              |
| Betty und Barney Geröllheimer haben ein Pflegebaby, ihren Neffen Mamorfried. Nachbar Fred ist nicht erbaut, als er feststellen muss, dass das Kleinkind Barney im Augenblick wichtiger ist als er. Prompt kündigt Fred seinem besten Freund auf immer und ewig die Freundschaft.                                                      |           |                                   |                          |                      |                               |                            |
| 80 | 20        | Die heiße Taxitour                | Mother-in-law’s Visit    | 1. Feb. 1963         | William Hanna, Joseph Barbera | Warren Foster              |
| Fred Feuerstein schäumt vor Wut: Die gar nicht geliebte Schwiegermutter hat ihren Besuch angekündigt. Mühselig ringt Wilma ihrem Fred das Versprechen ab, ihrer Mutter diesmal äußerst liebenswürdig zu begegnen. |           |                                   |                          |                      |                               |                            |
| 81 | 21        | Haushälterin gesucht              | Foxy Grandma             | 8. Feb. 1963         | William Hanna, Joseph Barbera | Herbert Finn               |
| Die Feuersteins erwarten Nachwuchs. Um seine Frau zu schonen, übernimmt Fred selbst die Hausarbeit. Allerdings mit wenig Erfolg. Schließlich engagiert er eine Haushälterin. |           |                                   |                          |                      |                               |                            |
| 82 | 22        | Fliegender Jobwechsel             | Fred’s New Job           | 15. Feb. 1963        | William Hanna, Joseph Barbera | Warren Foster              |
| Da sich Nachwuchs ankündigt, gerät Fred in finanzielle Nöte. Der Plan, bei seinem Boß mehr Geld herauszuholen, geht schief. |           |                                   |                          |                      |                               |                            |
| 83 | 23        | Die Generalprobe                  | The Blessed Event        | 22. Feb. 1963        | William Hanna, Joseph Barbera | Harvey Bullock, R. Saffian |
| Wilma Feuerstein erwartet ein Baby. Fred ist sehr nervös. Bei der Generalprobe für den großen Tag, übernimmt Barney die Rolle der werdenden Mutter. |           |                                   |                          |                      |                               |                            |
| 84 | 24        | Vaterglück                        | Carry On, Nurse Fred     | 1. März 1963         | William Hanna, Joseph Barbera | Joanna Lee                 |
| Fred übernimmt sich total: Die Vaterrolle für sein Töchterchen Pebbles ist sehr anstrengend. Dann will er auch noch die Kinderschwester für das Baby sein. |           |                                   |                          |                      |                               |                            |
| 85 | 25        | Barney, der Bauchredner           | Ventriloquist Barney     | 8. März 1963         | William Hanna, Joseph Barbera | Joanna Lee                 |
| Barney ist ein wunderbarer Bauchredner. Damit hat er auch Fred ein paar dumme Streiche gespielt. Um ihn zu versöhnen, schenkt er ihm eine Karte für einen Ringkampf. |           |                                   |                          |                      |                               |                            |
| 86 | 26        | Nur vom Feinsten                  | The Big Move             | 22. März 1963        | William Hanna, Joseph Barbera | Joanna Lee                 |
| In den richtigen Kreisen zu verkehren, ist bekanntlich der erste Schritt zum Erfolg. Fred, dem für die Zukunft seines Töchterchens nichts zu teuer ist, zieht in die feinste Gegend der Stadt. |           |                                   |                          |                      |                               |                            |
| 87 | 27        | Turbulenter Urlaub                | Swedish Visitors         | 29. März 1963        | William Hanna, Joseph Barbera | Harvey Bullock, R. Saffian |
| Ein Musikfestival vermiest den Feuersteins den gemütlichen Urlaub zu Hause. Fred beschließt, doch noch zu verreisen, aber Wilma hat das Urlaubsgeld bereits anderweitig angelegt. |           |                                   |                          |                      |                               |                            |
| 88 | 28        | Fred Feuerstein ist der Beste     | The Birthday Party       | 5. Apr. 1963         | William Hanna, Joseph Barbera | Joanna Lee                 |
| Wie jedes Jahr, soll Fred zu seinem Geburtstag mit einer Party überrascht werden. Und wie immer gibt es jede Menge Chaos. |           |                                   |                          |                      |                               |                            |

## Staffel 4
| Nr. (ges.) | Nr. (St.) | Deutscher Titel               | Originaltitel             | Erstausstrahlung USA | Regie                         | Drehbuch                   |
| --- | --------- | ----------------------------- | ------------------------- | -------------------- | ----------------------------- | -------------------------- |
| 89 | 1         | Basalta Steinsand auf Tournee | Ann-Margrock Presents     | 19. Sep. 1963        | William Hanna, Joseph Barbera | Harvey Bullock, R. Saffian |
| Im Felsental tritt Basalta Steinsand auf. Auch Fred träumt von einer Show-Karriere. Da erscheint eine unbekannte Schöne bei den Feuersteins. |           |                               |                           |                      |                               |                            |
| 90 | 2         | Der liebe Nachwuchs           | Gloom Groom               | 26. Sep. 1963        | William Hanna, Joseph Barbera | Herbert Finn               |
| Fred verliert gegen den aufgeweckten Zeitungsjungen Arnold in einem Tischtennis-Match. Dann hat er auch noch einen Albtraum: Arnold heiratet Fred’s Töchterchen Pebbles.                                                                         |           |                               |                           |                      |                               |                            |
| 91 | 3         | Der kleine Bamm-Bamm          | Little Bamm-bamm          | 3. Okt. 1963         | William Hanna, Joseph Barbera | Warren Foster              |
| Die Geröllheimers bekommen Nachwuchs: Es ist ein Findelkind. Sie bemühen sich um eine Adoption. Alles läuft gut, bis der steinreiche Mister Röckefüller auftaucht.                                                                               |           |                               |                           |                      |                               |                            |
| 92 | 4         | Der verschwundene Dino        | Dino Disappears           | 10. Okt. 1963        | William Hanna, Joseph Barbera | Joanna Lee                 |
| Fred verhält sich dem braven Dino gegenüber äußerst herzlos. Ergebnis: Dino reißt aus, und Pebbles will nicht mehr essen. |           |                               |                           |                      |                               |                            |
| 93 | 5         | So ein Affenzirkus            | Fred’s Monkeyshines       | 17. Okt. 1963        | William Hanna, Joseph Barbera | Joanna Lee                 |
| Fred ist beim Augenarzt. Eine Brillenverwechslung bringt ihn in eine lebensgefährliche Situation: Er verwechselt sein Töchterchen mit einem Zirkusäffchen.                                                                                       |           |                               |                           |                      |                               |                            |
| 94 | 6         | Freds Kanariensteiner         | The Flintstone Canaries   | 24. Okt. 1963        | William Hanna, Joseph Barbera | Barry E. Blitzer           |
| Fred gründet ein Quartett. Damit will er einen Wettbewerb für Gesangsquartette gewinnen. Sein Freund Barney entpuppt sich als absolutes Gesangsgenie.                                                                                            |           |                               |                           |                      |                               |                            |
| 95 | 7         | Fred als Erfinder             | Glue For Two              | 31. Okt. 1963        | William Hanna, Joseph Barbera | Tony Benedict              |
| Fred betätigt sich als Erfinder. Dabei mischt er durch Zufall Superkleber zusammen. Er geht mit dem Leim so unvorsichtig um, dass er und Barney an Barneys neuem Bowlingstein festkleben. Zunächst scheitern alle Befreiungsversuche.            |           |                               |                           |                      |                               |                            |
| 96 | 8         | Fred als Baseballstar         | Big League Freddie        | 7. Nov. 1963         | William Hanna, Joseph Barbera | Walter Black               |
| Bald ist die Baseballmeisterschaft der Höhlenbaugesellschaften. Fred träumt davon, ein richtiger Star zu werden. Ein Ball gegen seinen Kopf bringt ihn wieder auf den Boden der Tatsachen zurück.                                                |           |                               |                           |                      |                               |                            |
| 97 | 9         | Lady Tatterstein              | Old Lady Betty            | 14. Nov. 1963        | William Hanna, Joseph Barbera | Walter Black               |
| Betty sucht nach einem Halbtagsjob, um Barney ein Geschenk machen zu können. Sie liest eine Annonce, in der eine freundliche alte Dame gesucht wird. Betty verkleidet sich und kommt einer Geldfälscherbande auf die Spur.                       |           |                               |                           |                      |                               |                            |
| 98 | 10        | Süße Träume                   | Sleep On, Sweet Fred      | 21. Nov. 1963        | William Hanna, Joseph Barbera | Joanna Lee                 |
| Wilma und Betty sind sauer. Ständig stapfen Fred und Barney mit schmutzigen Schuhen durch die Wohnung. Nun wollen die Damen ihren Männern besseres Benehmen beibringen. Sie wissen aber nicht wie.                                               |           |                               |                           |                      |                               |                            |
| 99 | 11        | Die Kleptomanin Pebbles       | Kleptomaniac Pebbles      | 28. Nov. 1963        | Bryan Spicer                  | Barry E. Blitzer           |
| Eine wertvolle Brillantenkette sorgt bei den Feuersteins für Aufregung. Wilma denkt, es sei ein Geschenk von Fred. Der aber hat eine Armbanduhr gekauft. Ist Pebbles eine Kleptomanin ?                                                          |           |                               |                           |                      |                               |                            |
| 100 | 12        | Die Siegerin                  | Daddy’s Little Beauty     | 5. Dez. 1963         | William Hanna, Joseph Barbera | Herbert Finn               |
| Voller Spannung erwartet Fred einen Schönheitswettbewerb für Babys. Er ist davon überzeugt, dass Töchterchen Pebbles gewinnen wird. |           |                               |                           |                      |                               |                            |
| 101 | 13        | Der Väterclub                 | Daddies Anonymous         | 12. Dez. 1963        | William Hanna, Joseph Barbera | Warren Foster              |
| Das ist wieder einmal typisch: Die lieben Kleinen müssen im Kinderwagen warten. Währenddessen spielen die Väter des Steintals im Club begeistert Karten.                                                                                         |           |                               |                           |                      |                               |                            |
| 102 | 14        | Gib acht, Kamera              | Peek-a-boo Camera         | 19. Dez. 1963        | William Hanna, Joseph Barbera | Barry E. Blitzer           |
| Am Hochzeitstag geht Fred auf einen Polterabend. Wilma gegenüber hat er erklärt, er müsse den Abschied eines Vereinsbruders feiern. Das legt diese falsch aus. Dummerweise wird Fred für die Sendung „Gib acht, Kamera“ gefilmt.                 |           |                               |                           |                      |                               |                            |
| 103 | 15        | Fred der Feigling             | Once Upon A Coward        | 26. Dez. 1963        | William Hanna, Joseph Barbera | Herbert Finn               |
| Seit Fred sich widerstandslos ausrauben ließ, halten ihn alle für einen Feigling. Um seinen Ruf zu retten, kämpft er mit einem bärenstarken Boxer. Außerdem versucht er sich als Tierdompteur. Vergeblich ! Dann trifft er seinen Räuber wieder. |           |                               |                           |                      |                               |                            |
| 104 | 16        | Der geklonte Fred             | Ten Little Flintstones    | 2. Jan. 1964         | William Hanna, Joseph Barbera | Tony Benedict              |
| Im steinzeitlichen Felsental sind unbekannte Flugobjekte, sogenannte „fliegende Steintassen“ gelandet. Um die Erde unbemerkt zu erobern, nehmen die Außerirdischen Menschengestalt an.                                                           |           |                               |                           |                      |                               |                            |
| 105 | 17        | Feuersteins Ferienreise       | Fred El Terrifico         | 9. Jan. 1964         | William Hanna, Joseph Barbera | Joanna Lee                 |
| Auf dem Flug in den Süden hat sich Fred beim Prahlen übertroffen. Aber nicht nur die Mitreisenden sind auf ihn aufmerksam geworden. Auch ein Ganovenpärchen interessiert sich für ihn.                                                           |           |                               |                           |                      |                               |                            |
| 106 | 18        | Der allerletzte Feuerstein    | Flintstone Hillbillies    | 16. Jan. 1964        | Tom Wright                    | Herbert Finn               |
| Ein entfernter Verwandter von Fred segnet das Zeitliche. Fred erbt nicht nur dessen Anwesen „San Zemente“, sondern auch eine steinalte Blutfehde mit der Wasserstein-Sippe.                                                                      |           |                               |                           |                      |                               |                            |
| 107 | 19        | Der Löwe                      | Flintstone And The Lion   | 23. Jan. 1964        | William Hanna, Joseph Barbera | Tony Benedict              |
| Fred hat beim Angeln Freundschaft mit einem Kätzchen geschlossen. Als Überraschung nimmt er das Tier mit nach Hause. Aus dem Kätzchen wird sehr schnell ein Löwe.                                                                                |           |                               |                           |                      |                               |                            |
| 108 | 20        | Täglich eine gute Tat         | Cave Scout Jamboree       | 30. Jan. 1964        | William Hanna, Joseph Barbera | Warren Foster              |
| Um einen selbstverursachten Zwangsurlaub zu nutzen, schlägt Fred eine budgetschonende Campingreise vor. Es soll ein erholsamer Urlaub werden. Aber wie immer kommt alles anders als geplant.                                                     |           |                               |                           |                      |                               |                            |
| 109 | 21        | Freundschaft                  | Room For Two              | 6. Feb. 1964         | William Hanna, Joseph Barbera | Tony Benedict              |
| Barney stimmt bei der Wahl des „Wasserbüffels des Jahres“ nicht für Fred. Daraufhin entbrennt ein böser Streit zwischen den beiden. Bumbum greift ein, um sie wieder auf den Boden der Tatsachen zu bringen.                                     |           |                               |                           |                      |                               |                            |
| 110 | 22        | Die Aufnahmeprüfung           | Ladies Night At The Lodge | 13. Feb. 1964        | William Hanna, Joseph Barbera | Herbert Finn               |
| Wilma und Betty ist der häufige Aufenthalt ihrer Ehegatten in der „Wasserbüffel-Loge“ nicht ganz geheuer. Als Mitglieder getarnt, wohnen die beiden Frauen einer Versammlung bei.                                                                |           |                               |                           |                      |                               |                            |
| 111 | 23        | Freds Hobby                   | Reel Trouble              | 20. Feb. 1964        | William Hanna, Joseph Barbera | Barry E. Blitzer           |
| Fred Feuerstein ist zu einem leidenschaftlichen Amateurfilmer geworden. Zufällig filmt er zwei fliehende Räuber, die im städtischen Museum ein Bild gestohlen haben. Die beiden Gauner wollen das Beweismaterial vernichten.                     |           |                               |                           |                      |                               |                            |
| 112 | 24        | Freds Monster-Job             | Son Of Rockzilla          | 27. Feb. 1964        | William Hanna, Joseph Barbera | Barry E. Blitzer           |
| Fred wird als Werbe-Monster für die Premiere eines „Monster-Films“ engagiert. Im Zoo will er sich Urtier-Gebärden abgucken. Da verliebt sich die Saurier-Dame Doris in ihn.                                                                      |           |                               |                           |                      |                               |                            |
| 113 | 25        | Das Honigfelsen-Hotel         | Bachelor Daze             | 5. März 1964         | William Hanna, Joseph Barbera | Herbert Finn               |
| Die Nacht vom Abriss des Honigfelsen-Hotels ruft in Fred romantische Erinnerungen wach. Dort haben sich vor vielen Jahren Fred und Wilma sowie ihre Freunde Barney und Betty kennengelernt.                                                      |           |                               |                           |                      |                               |                            |
| 114 | 26        | Die Hausfrau des Jahres       | Operation Switchover      | 12. März 1964        | William Hanna, Joseph Barbera | Joanna Lee                 |
| Familie Feuerstein erwartet den Besuch eines Komitees. Es soll die Hausfrau des Jahres ermitteln. Wilma rechnet sich große Chancen aus. |           |                               |                           |                      |                               |                            |

## Staffel 5
| Nr. (ges.) | Nr. (St.) | Deutscher Titel              | Originaltitel                      | Erstausstrahlung USA | Regie                         | Drehbuch                        |
| --- | --------- | ---------------------------- | ---------------------------------- | -------------------- | ----------------------------- | ------------------------------- |
| 115 | 1         | Haustiere unter sich         | Hop Happy                          | 17. Sep. 1964        | William Hanna, Joseph Barbera | Warren Foster                   |
| Barney hat für sein Söhnchen ein exotisches Haustier, ein sogenanntes „Hopperuh“, gekauft. Dieses versetzt nicht nur den Nachbarssaurier Dino, sondern auch Fred in Angst und Schrecken.                                                                                                |           |                              |                                    |                      |                               |                                 |
| 116 | 2         | Sportunfall                  | Monster Fred                       | 24. Sep. 1964        | William Hanna, Joseph Barbera | Barry E. Blitzer                |
| Nach einem Sportunfall gerät Fred an den obskuren Dr. Frankenstein. Dieser experimentiert mit einer Maschine, die es ermöglicht, Persönlichkeiten zu tauschen. |           |                              |                                    |                      |                               |                                 |
| 117 | 3         | Fred als Fernsehstar         | Itty Biddy Freddy                  | 1. Okt. 1964         | William Hanna, Joseph Barbera | Jena Lee Rosen                  |
| Fred macht chemische Experimente. Ein Versuch scheint ihm bereits gelungen. Er glaubt, eine Flüssigkeit gefunden zu haben, die Menschen verkleinert. Natürlich muss er das gleich Barney vorführen.                                                                                     |           |                              |                                    |                      |                               |                                 |
| 118 | 4         | Kindergeburtstag             | Pebbles’ Birthday Party            | 8. Okt. 1964         | William Hanna, Joseph Barbera | Tony Benedict                   |
| Fred muss zwei Feste organisieren: Pebbles Geburtstag und eine Party für einen Herrenclub. Er gibt seine Bestellungen bei einem Manager in Auftrag. Der verwechselt beide Feste und sorgt für eine große Überraschung.                                                                  |           |                              |                                    |                      |                               |                                 |
| 119 | 5         | Rodeo im Steintal            | Bedrock Rodeo Round-up             | 15. Okt. 1964        | William Hanna, Joseph Barbera | Rance Howard                    |
| Im Steintal findet eine Rodeoveranstaltung statt. Ein ehemaliger Schulfreund von Wilma ist der Star. Sie lädt ihn zum Essen ein. Auch Pebbles ist von ihm ganz hingerissen. |           |                              |                                    |                      |                               |                                 |
| 120 | 6         | Aschenbrödel                 | Cinderella Stone                   | 22. Okt. 1964        | William Hanna, Joseph Barbera | Tony Benedict                   |
| Der Chef von Fred und Barney gibt eine Party. Leider sind die beiden nicht eingeladen. Die Enttäuschung ist groß. Aber Fred hat eine Idee. |           |                              |                                    |                      |                               |                                 |
| 121 | 7         | Das unheimliche Heim         | A Haunted House Is Not A Home      | 29. Okt. 1964        | William Hanna, Joseph Barbera | Alan Dinehart, Herbert Finn     |
| Von seinem steinreichen Onkel hat Fred nicht nur dessen Vermögen, sondern auch eine Spukburg geerbt. Bedingung: Er muss eine Nacht in der gruseligen Burg verbringen. |           |                              |                                    |                      |                               |                                 |
| 122 | 8         | Die zwei Superagenten        | Dr. Sinister                       | 5. Nov. 1964         | William Hanna, Joseph Barbera | William Idelson, Samuel Bobrick |
| Fred und Barney gehen in einen Supermarkt zum Einkaufen. Dort erwartet sie ein Spionageabenteuer, wie es James Bondstein nicht besser hätte erleben können. |           |                              |                                    |                      |                               |                                 |
| 123 | 9         | Schaudersteins von Nebenan   | The Gruesomes                      | 12. Nov. 1964        | William Hanna, Joseph Barbera | Warren Foster                   |
| Familie Schauderstein ist neu in die berüchtigte Grabsteinvilla eingezogen. Die Familie macht ihrem Namen alle Ehre. Fred und Barney müssen dies am eigenen Leib erleben. |           |                              |                                    |                      |                               |                                 |
| 124 | 10        | Kinder-Schönheitskonkurrenz  | The Most Beautiful Baby In Bedrock | 19. Nov. 1964        | William Hanna, Joseph Barbera | Joanna Lee                      |
| Fred nimmt mit Pebbles an einem Schönheitswettbewerb für Babys teil, während Barney mit Bamm Bamm antritt, was einen großen Kampf zwischen Fred und Barney verursacht. |           |                              |                                    |                      |                               |                                 |
| 125 | 11        | Saurierliebe                 | Dino And Juliet                    | 26. Nov. 1964        | Bryan Spicer                  | Tony Benedict                   |
| Freds neuer Nachbar, Mr. Großklotz, führt sich auf, als gehöre ihm die ganze Gegend. Wild entschlossen ergreift Fred Gegenmaßnahmen. Er bildet Dino zum Kampfsaurier aus. Bei seinem ersten Kampfeinsatz verliebt sich Dino jedoch gleich in das hübsche Sauriermädchen von nebenan.    |           |                              |                                    |                      |                               |                                 |
| 126 | 12        | Der Ersatzkönig              | King For A Night                   | 3. Dez. 1964         | Joseph Barbera, William Hanna | William Idelson, Samuel Bobrick |
| Ein echter König macht in Steintal Station. Fred wird von den Ministern des öffentlichkeitsscheuen Monarchen gezwungen, den Ersatzkönig zu spielen. Das führt zu großen Verwirrungen.                                                                                                   |           |                              |                                    |                      |                               |                                 |
| 127 | 13        | Großer Preis im Autorennen   | Indianrockolis 500                 | 10. Dez. 1964        | Joseph Barbera, William Hanna | Rance Howard                    |
| Fred beteiligt sich unter einem Pseudonym an einem großen Autorennen. Freds Fahrweise erregt Aufsehen: Wie ein Besessener wirbelt er über die Strecke. |           |                              |                                    |                      |                               |                                 |
| 128 | 14        | Molly Dick                   | Adobe Dick                         | 17. Dez. 1964        | Joseph Barbera, William Hanna | Barry E. Blitzer                |
| Fred und Barney sind auf ihrem jährlichen Anglerausflug mit dem Verein der Wasserbüffelbrüder. Die beiden Helden geraten nicht nur in gefährliche Gewässer, sondern auch in den Bauch des Killerwalweibchens Molly Dick.                                                                |           |                              |                                    |                      |                               |                                 |
| 129 | 15        | Der Weihnachtsmann           | Christmas Flintstone               | 25. Dez. 1964        | Joseph Barbera, William Hanna | Warren Foster                   |
| Auf der Suche nach einem Nebenjob bekommt Fred eine Aushilfsstelle als Weihnachtsmann in einem großen Warenhaus. Er geht geradezu auf in dieser Rolle und wird deshalb vom echten, kranken Weihnachtsmann zu Hilfe gerufen.                                                             |           |                              |                                    |                      |                               |                                 |
| 130 | 16        | Luftsprünge                  | Fred’s Flying Lesson               | 1. Jan. 1965         | Joseph Barbera, William Hanna | Rick Mittelman                  |
| Fred ist glücklich: Er hat bei einer Vereinstombola gewonnen. Zwar nur den Trostpreis, doch immerhin besteht dieser aus einer Flugstunde. Fred sieht sich schon als Linienpilot. |           |                              |                                    |                      |                               |                                 |
| 131 | 17        | Freds Zweitwagen             | Fred’s Second Car                  | 8. Jan. 1965         | Joseph Barbera, William Hanna | Rance Howard                    |
| Auf einer Polizeiaktion ersteigern Fred und Barney einen geräumigen Gangsterschlitten. Er soll gemeinsamen Familienfahrten dienen. Leider sind in dem Fahrzeug kostbare Juwelen einer berüchtigten Gangsterbande versteckt.                                                             |           |                              |                                    |                      |                               |                                 |
| 132 | 18        | Die Zeitmaschine             | Time Machine                       | 15. Jan. 1965        | Joseph Barbera, William Hanna | Samuel Bobrick, Bill Idelson    |
| Im Felsental gibt es eine Weltausstellung. Die Feuersteins und die Geröllheimers besteigen dort eine Zeitmaschine. Von einem Professor werden sie als Versuchskaninchen für den ersten Testflug genutzt.                                                                                |           |                              |                                    |                      |                               |                                 |
| 133 | 19        | Besuch aus Arkanstein        | The Hatrocks And The Gruesomes     | 22. Jan. 1965        | Joseph Barbera, William Hanna | Alan Dinehart, Herbert Finn     |
| Papa Wasserstein kündigt einen eintägigen Freundschaftsbesuch bei den Feuersteins an. Der einstige Erzrival reist mit Großfamilie an und aus einem Besuchstag werden sieben. |           |                              |                                    |                      |                               |                                 |
| 134 | 20        | Tücken der Technik           | Moonlight And Maintenance          | 29. Jan. 1965        | Joseph Barbera, William Hanna | Alan Dinehart, Herbert Finn     |
| Fred hat sein Haus vermietet und ist mit seiner Familie in ein mit modernster Technik ausgestattetes Hochhaus gezogen. Seine Hoffnung, dort ruhiger wohnen zu können, erfüllt sich nicht.                                                                                               |           |                              |                                    |                      |                               |                                 |
| 135 | 21        | Der Ordnungshüter            | Sheriff For A Day                  | 5. Feb. 1965         | William Hanna, Joseph Barbera | Joanna Lee                      |
| Drei Banditen sind aus dem Gefängnis ausgebrochen. Der Sheriff, der damals für ihre Verhaftung sorgte, hat Angst, dass sie sich an ihm rächen wollen. Wie gut, dass unerwartet Fred und Barney auftauchen. Kurzerhand wird Fred zum Sheriff ernannt.                                    |           |                              |                                    |                      |                               |                                 |
| 136 | 22        | Das gibt es nur in Texstein  | Deep In The Heart Of Texarock      | 12. Feb. 1965        | William Hanna, Joseph Barbera | Barry E. Blitzer                |
| Fred und Barney besuchen Onkel Tex in Texstein. Onkel Tex benutzt die beiden als Köder für einen Rinder-Saurier-Dieb. |           |                              |                                    |                      |                               |                                 |
| 137 | 23        | Ein Fall für drei            | The Rolls Rock Caper               | 19. Feb. 1965        | William Hanna, Joseph Barbera | Alan Dinehart, Herbert Finn     |
| Stardetektiv Siegfels ernennt Fred und Barney zu seinen Hilfsdetektiven. Und schon jagt eine bedrohliche Situation die andere. |           |                              |                                    |                      |                               |                                 |
| 138 | 24        | Fred Superstein              | Superstone                         | 26. Feb. 1965        | William Hanna, Joseph Barbera | Barry E. Blitzer                |
| Pebbles verehrt den Superhelden Superstein. Nur durch ihre tränenreichen Proteste lässt Fred sich dazu bewegen, ins Theater zu gehen, um den Angebeteten auf der Theaterbühne zu erleben. Inzwischen jedoch ist Superstein per Telegramm in die Filmstadt Hollyschutt abgerufen worden. |           |                              |                                    |                      |                               |                                 |
| 139 | 25        | Herkufels und die Jungfrauen | Fred Meets Hercurock               | 5. März 1965         | William Hanna, Joseph Barbera | Joanna Lee                      |
| Fred Feuerstein ist Star des neuen Mega-Films „Herkufels und die Jungfrauen“. Er läuft Gefahr, statt zahlreicher Herzen seinen eigenen Hals zu brechen: Er ist Hauptdarsteller und Stuntman zugleich.                                                                                   |           |                              |                                    |                      |                               |                                 |
| 140 | 26        | Der Wellenreiter             | Surfin’ Fred                       | 12. März 1965        | William Hanna, Joseph Barbera | Joanna Lee                      |
| Als sie an ihrem Urlaubsort in die Teenie-Meisterschaften der Wellenreiter geraten, fühlt sich Fred noch einmal jung. Er gewinnt mit Wilmas Hilfe den ersten Preis und verfällt dem „Surf-Sound“.                                                                                       |           |                              |                                    |                      |                               |                                 |

## Staffel 6
| Nr. (ges.) | Nr. (St.) | Deutscher Titel                           | Originaltitel                                            | Erstausstrahlung USA | Regie                         | Drehbuch                     |
| --- | --------- | ----------------------------------------- | -------------------------------------------------------- | -------------------- | ----------------------------- | ---------------------------- |
| 141 | 1         | Fred im Star-Fieber                       | No Biz Like Show Biz                                     | 17. Sep. 1965        | William Hanna, Joseph Barbera | Joanna Lee                   |
| Pebbles und Bam-Bam werden über Nacht zu weltberühmten Popstars der Steinzeit. Eigentlich kaum zu glauben, wenn man bedenkt, dass die beiden noch im Babyalter sind.                                                                       |           |                                           |                                                          |                      |                               |                              |
| 142 | 2         | Schwiegermutters Häuschen                 | The House That Fred Built                                | 24. Sep. 1965        | William Hanna, Joseph Barbera | Joanna Lee                   |
| Freds Schwiegermutter hat das Alleinsein satt. Sie will zu den Feuersteins ziehen. Während eines spannenden Sportberichts kann Wilma ihrem geistesabwesenden Ehemann sein Einverständnis abringen.                                         |           |                                           |                                                          |                      |                               |                              |
| 143 | 3         | Flimmergötter                             | The Return Of Stony Curtis                               | 1. Okt. 1965         | William Hanna, Joseph Barbera | Harvey Bullock, R.S. Allen   |
| Bei einer Tombola gewinnt Familie Feuerstein einen Sklavenknaben für einen Tag. Es ist der Filmstar Steini Curtis ! |           |                                           |                                                          |                      |                               |                              |
| 144 | 4         | Steinzeitjustiz                           | Disorder In The Court                                    | 8. Okt. 1965         | William Hanna, Joseph Barbera | Alan Dinehart, Herbert Finn  |
| Fred wird stolzer Sprecher der Geschworenen im Steinzeit-Gericht von Felsental. Bei seiner Entscheidung hat er jedoch nicht mit der Rache eines entflohenen Verurteilten gerechnet.                                                        |           |                                           |                                                          |                      |                               |                              |
| 145 | 5         | Der Jahrmarkt-König                       | Circus Business                                          | 15. Okt. 1965        | William Hanna, Joseph Barbera | Herbert Finn, Alan Dinehart  |
| Fred hat eine Steuerrückzahlung erhalten. Er lädt seine Familie zum Jahrmarktsbesuch ein. Plötzlich lässt sich Fred dazu überreden, den heruntergekommenen Jahrmarkt zu kaufen.                                                            |           |                                           |                                                          |                      |                               |                              |
| 146 | 6         | Zementa                                   | Samantha                                                 | 22. Okt. 1965        | William Hanna, Joseph Barbera | Harvey Bullock, R.S. Allen   |
| Fred und Barney wollen ihre Frauen nicht mitnehmen. Sie halten sie nicht für robust genug, um ein Campingwochenende im Urwald zu überstehen. Sie werden mit weiblicher List eines besseren belehrt.                                        |           |                                           |                                                          |                      |                               |                              |
| 147 | 7         | Galaxius vom Saxilus                      | The Great Gazoo                                          | 29. Okt. 1965        | William Hanna, Joseph Barbera | Joanna Lee                   |
| Ein kleiner, grüner Außerirdischer landet auf der Erde. Genau vor Freds Füßen bohrt sich seine Raumkapsel in den Boden. Der Pilot Galaxius vom Planeten Saxilus hat den Auftrag, Fred und Barney jeden Wunsch zu erfüllen.                 |           |                                           |                                                          |                      |                               |                              |
| 148 | 8         | Der Picknick-Muffel                       | Rip Van Flintstone                                       | 5. Nov. 1965         | William Hanna, Joseph Barbera | Tony Benedict                |
| Das alljährliche Firmenpicknick steht an. Es wird zu einem Alptraum für Fred Feuerstein – allerdings zu einem heilsamen. |           |                                           |                                                          |                      |                               |                              |
| 149 | 9         | Der Torten-Flop                           | The Gravelberry Pie King                                 | 12. Nov. 1965        | William Hanna, Joseph Barbera | Herbert Finn, Alan Dinehart  |
| Fred hat einen neuen Job. Er wird Tortenlieferant für Zastersteins Supermarktkette. Ein geschäftlicher Flop bahnt sich an. |           |                                           |                                                          |                      |                               |                              |
| 150 | 10        | Liebesgrüße vom Steinfinger               | The Stonefinger Caper                                    | 19. Nov. 1965        | William Hanna, Joseph Barbera | Joanna Lee                   |
| Barney wird entführt. Ein Agent hat ihn mit einem berühmten Professor verwechselt. Und Fred verschleppt der Spion gleich mit. |           |                                           |                                                          |                      |                               |                              |
| 151 | 11        | Der Maskenball                            | The Masquerade Party                                     | 26. Nov. 1965        | William Hanna, Joseph Barbera | Warren Foster                |
| Bei einem Maskenball wird das beste Kostüm prämiert. Fred und Barney nehmen teil, tragen aber versehentlich die gleiche Maske. |           |                                           |                                                          |                      |                               |                              |
| 152 | 12        | Der Traum-Tänzer                          | Shinrock-a-go-go                                         | 3. Dez. 1965         | William Hanna, Joseph Barbera | Barry E. Blitzer             |
| Fred erfindet unfreiwillig einen neuen Modetanz: Er hat nämlich einen Bowlingunfall. Thomas Schuttkalk lädt Fred daraufhin in seine Show ein.                                                                                              |           |                                           |                                                          |                      |                               |                              |
| 153 | 13        | Der falsche Prinz                         | Royal Rubble                                             | 10. Dez. 1965        | William Hanna, Joseph Barbera | Tony Benedict                |
| Barney und Fred machen mit ihren Familien einen Ausflug ans Meer. Am Strand wird Barney verfolgt. Die Fremden halten ihn für den verschwundenen Prinzen von Steini-Arabien. Sogleich entführen sie Barney in ein Luxushotel.               |           |                                           |                                                          |                      |                               |                              |
| 154 | 14        | Doppelt gemoppelt                         | Seeing Doubles                                           | 17. Dez. 1965        | William Hanna, Joseph Barbera | George O’Hanlon              |
| Fred und Barney wollen unbedingt beim Endspiel ihrer Bowlingmannschaft dabei sein. Sie haben ihren Ehefrauen aber versprochen, sie zum Essen auszuführen. Deswegen engagieren sie zwei Doppelgänger.                                       |           |                                           |                                                          |                      |                               |                              |
| 155 | 15        | Ehekrieg                                  | How To Pick A Fight With Your Wife Without Really Trying | 7. Jan. 1966         | Tom Wright                    | Alan Dinehart, Herbert Finn  |
| Sind Frauen den Männern überlegen oder umgekehrt ? Eine Frage, die auch die Steinzeit-Familie beschäftigt. Und schon bahnt sich ein handfester Ehekrach an.                                                                                |           |                                           |                                                          |                      |                               |                              |
| 156 | 16        | Die Wunderpillen                          | Fred Goes Ape                                            | 14. Jan. 1966        | William Hanna, Joseph Barbera | Barry E. Blitzer             |
| Fred wird von quälenden Niesanfällen geplagt. Er greift zum falschen Mittel und verwandelt sich in einen Affen. Verzweifelt waret er darauf, dass die Wirkung der Wunderpillen nachlässt.                                                  |           |                                           |                                                          |                      |                               |                              |
| 157 | 17        | Ein reichlich langes Wochenende           | The Long, Long, Long Weekend                             | 21. Jan. 1966        | William Hanna, Joseph Barbera | Herbert Finn, Alan Dinehart  |
| Barney und Fred amüsieren sich prächtig mit einem Sci-Fi-Comic. Da taucht erneut ihr außerirdischer Freund Galaxius auf. Der lädt die beiden Spötter und ihre Familien zu einem etwas anderen Ausflug ein: einem Wochenendausflug ins All. |           |                                           |                                                          |                      |                               |                              |
| 158 | 18        | Galaktische Wetten                        | Two Men On A Dinosaur                                    | 4. Feb. 1966         | William Hanna, Joseph Barbera | Walter Black                 |
| Mit Hilfe von Galaxius streichen Fred und Barney hohe Gewinne auf der Saurier-Rennbahn ein. Doch die Freude währt nicht lange. Denn ein Gangsterboss versucht, hinter ihr Wettsystem zu kommen.                                            |           |                                           |                                                          |                      |                               |                              |
| 159 | 19        | Goldgräber                                | The Treasure Of Sierra Madrock                           | 11. Feb. 1966        | William Hanna, Joseph Barbera | Joanna Lee                   |
| Fred und Barney finden den vermeintlichen Schatz vom Steinbrei-River. Dabei fallen sie auf eine raffinierte Geschichte der beiden Schurken Zick und Zack herein. Zum Glück bewahren Wilma und Betty einen kühlen Kopf.                     |           |                                           |                                                          |                      |                               |                              |
| 160 | 20        | Rubineo und Juwelia                       | Curtain Call At Bedrock                                  | 18. Feb. 1966        | William Hanna, Joseph Barbera | George O’Hanlon              |
| Felsental soll eine sensationelle Theaterpremiere erleben. Wilma Feuerstein führt Regie. Das Stück heißt vielversprechend ‚Rubineo und Juwelia‘. Die Darsteller allerdings lassen zu wünschen übrig.                                       |           |                                           |                                                          |                      |                               |                              |
| 161 | 21        | Boss für einen Tag                        | Boss For A Day                                           | 25. Feb. 1966        | William Hanna, Joseph Barbera | Herbert Finn & Alan Dinehart |
| Galaxius, Freds außerirdischer Freund mit den magischen Kräften, hat einen guten Einfall: Er macht Fred für einen Tag zum Boß im Steinbruch. Fred muss die Erfahrung machen, dass leider auch Boße ihre Probleme haben.                    |           |                                           |                                                          |                      |                               |                              |
| 162 | 22        | Fred als Lebensretter                     | Fred’s Island                                            | 4. März 1966         | Bryan Spicer                  | Barry E. Blitzer             |
| Fred soll die Yacht seines Chefs streichen. Lieber aber faulenzt er mit Barney an Deck. Beide merken nicht, wie das Boot langsam aufs Meer hinaustreibt. Sie stranden auf einer Insel.                                                     |           |                                           |                                                          |                      |                               |                              |
| 163 | 23        | Nur wer die Eifersucht kennt …            | Jealousy                                                 | 11. März 1966        | William Hanna, Joseph Barbera | Harvey Bullock, R.S. Allen   |
| Fred hat keine Lust, mit Wilma ins Violinkonzert zu gehen. Er täuscht rasende Kopfschmerzen vor. Die verwandeln sich allerdings bald in rasende Eifersucht. Statt seiner begleitet nämlich der gutaussehende Quarzfried seine Frau.        |           |                                           |                                                          |                      |                               |                              |
| 164 | 24        | Barney und Dripper                        | Dripper                                                  | 18. März 1966        | William Hanna, Joseph Barbera | Barry E. Blitzer             |
| Barney ist begeistert von den Kunststücken des berühmten Seehundes Dripper. Er gibt seiner Begeisterung in der „Seehundsprache“ durch Bellen und Grunzen Ausdruck. Die Folge: der kleine Seehund will sich nicht mehr von ihm trennen.     |           |                                           |                                                          |                      |                               |                              |
| 165 | 25        | Willkommen im Club                        | My Fair Freddy                                           | 25. März 1966        | William Hanna, Joseph Barbera | Tony Benedict                |
| Durch eine Verwechslung wird die Familie Feuerstein in den Felsenufer-Gesellschafts-Club aufgenommen. Mit Ballettunterricht will Fred den nötigen Schliff bekommen. Ein waghalsiges Unternehmen.                                           |           |                                           |                                                          |                      |                               |                              |
| 166 | 26        | Steinstarke Männer in ihren Flatterkisten | The Story Of Rocky’s Raiders                             | 1. Apr. 1966         | William Hanna, Joseph Barbera | Joanna Lee                   |
| Opa Feuerstein hat seinen Besuch angekündigt. Fred liest zur Einstimmung aus Opas Kriegsmemoiren vor. Das Abenteuer des tolldreisten Fliegers mit der Meisterspionin Quarza Hari hält die gesamte Familie in Atem.                         |           |                                           |                                                          |                      |                               |                              |